# Scott Lake
Scott Lake fue un lugar designado por el censo ubicado en el condado de Miami-Dade en el estado estadounidense de Florida. En el Censo de 2000 tenía una población de 14.401 habitantes y una densidad poblacional de 1.684,93 personas por km².

## Geografía
Scott Lake se encuentra ubicado en las coordenadas 25°56′8″N 80°13′55″O / 25.93556, -80.23194. Según la Oficina del Censo de los Estados Unidos, Scott Lake tiene una superficie total de 8.55 km², de la cual 8.29 km² corresponden a tierra firme y (3.03%) 0.26 km² es agua.

## Demografía
Según el censo de 2000, había 14.401 personas residiendo en Scott Lake. La densidad de población era de 1.684,93 hab./km². De los 14.401 habitantes, Scott Lake estaba compuesto por el 4.65%% blancos, el 91.20%% eran afroamericanos, el 0.18%% eran amerindios, el 0.41%% eran asiáticos, el 0.04%% eran isleños del Pacífico, el 1.01%% eran de otras razas y el 2.51%% pertenecían a dos o más razas. Del total de la población el 5.48%% eran hispanos o latinos de cualquier raza.